# Căpleni
Căpleni (deutsch Kaplau, ungarisch Kaplony) ist eine Gemeinde im Kreis Satu Mare in der historischen Region Sathmar am Ufer der Crasna in Rumänien. Zu der Gemeinde gehörte bis 2002 der Ort Kalmandi.

## Lage
Căpleni liegt im Nordwesten Rumäniens, vier Kilometer nordöstlich von Carei (Großkarol). Die Entfernung zur Kreishauptstadt Satu Mare (Sathmar) beträgt etwa 40 Kilometer.
| Kalmandi          |                                             | Domănești                    |
| Fienen            | Kompassrose, die auf Nachbargemeinden zeigt | Moftinu Mic (Kleinmaitingen) |
| Carei (Großkarol) |                                             |                              |

## Geschichte
Căpleni gehörte nach der Landnahme der Magyaren zunächst zur Sippschaft der Kaplon, der Nachkommen des Stammesfürsten Kund. Der Ortsname hat einen ungarisch-türkischen Wortursprung und bedeutet Tiger.
Infolge der durch die Türkenkriege verödeten und fast menschenleer gemachten Gegend erhielt der ungarische Graf Alexander Károlyi (1668–1743) im Jahre 1712 die kaiserliche Genehmigung, schwäbische Bauern zur Ansiedlung anzuwerben. Bereits im darauffolgenden Jahr machten sich 400 Personen aus 330 Familien auf den Weg in das Gebiet um die Stadt Großkarol (ungarisch Nagykároly, rumänisch Carei) im Sathmarerland, wo sie sich zunächst in den Orten Schönthal, Kaplau und Schamagosch niederließen. Die Mehrzahl dieser Auswanderer stammte aus dem württembergischen Oberschwaben nördlich des Bodensees aus dem heutigen Landkreis Biberach.
Archäologischen Funde auf dem Areal von Căpleni deutet jedoch auf eine Besiedlung in der Bronzezeit.

## Bevölkerung
Die Volkszählung von 2011 ergab folgendes Resultat: 2707 Ungarn, 123 Roma, 98 Rumänen, 74 Rumäniendeutsche sowie 29 Angehörige anderer Volksgruppen.

## Sehenswürdigkeiten
- Familienkrypta der Karolyi (erbaut von Miklós Ybl)
- Die römisch-katholische Kirche St. Anton, 1722 errichtet, steht unter Denkmalschutz.[7]

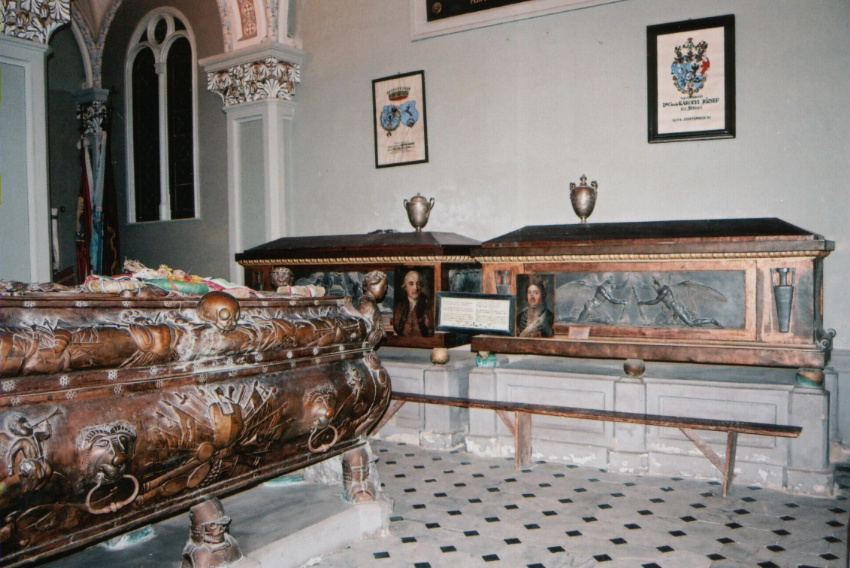
Krypta
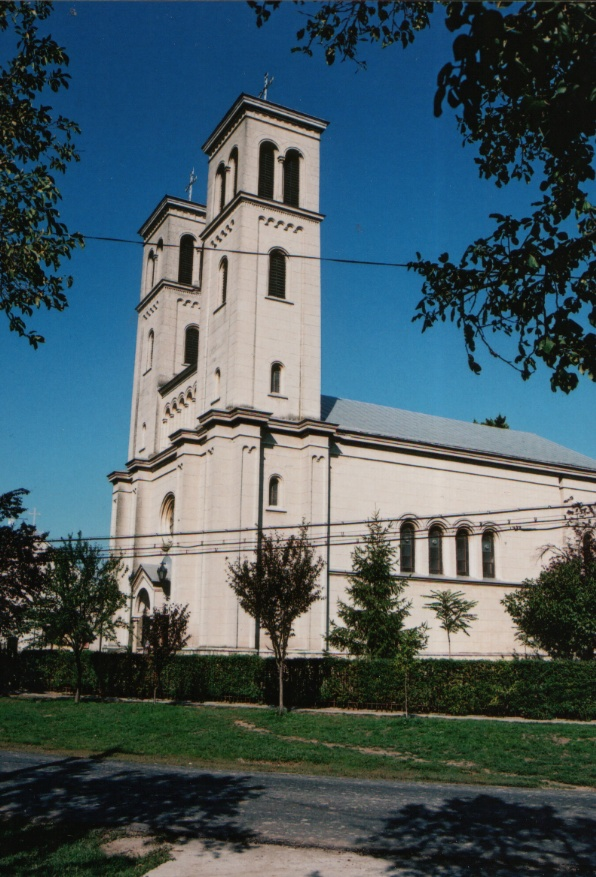
Kirche

## Partnerstädte
Căpleni pflegt Gemeindepartnerschaften mit den ungarischen Orten Taktaszada und Tát.